# Parthenay-de-Bretagne

Parthenay-de-Bretagne este o comună în departamentul Ille-et-Vilaine, Franța. În 1 ianuarie 2022 avea o populație de 1.802 de locuitori.